# Rauher Kopf (Karwendel)
Der Rauhe Kopf oder Raue Kopf ist eine 1831 m ü. A. hohe Graterhebung im Südostgrat 
des Torkopfes im Karwendel in Tirol. Eine weitere Graterhebung oberhalb mit 
1865 m ü. A. wurde ebenfalls als Rauher Kopf bezeichnet.
Der Torkopf schickt einen Grat nach Südosten mit mehreren Gratgipfeln von denen der Raue Kopf der einzige mit eigenem Namen ist.
Er erhebt sich über dem Hochleger der Tortalalm.